# Verdena
Verdena — итальянская рок-группа из Альбино.

## История
Братья Альберто и Лука Феррари вместе с Робертой Саммарелли сформировали группу Verdena. В 1999 году они вышли на сцену со своим одноименным дебютом и начали выступать с концертами по всей Италии. Их первый сингл «Valvonauta» получил значительное эфирное время на MTV и других музыкальных станциях. Их стиль можно охарактеризовать как смесь рока, гранжа и психоделии.
Их второй альбом «Solo un grande sasso» демонстрировал более длинные песни с более частыми гитарными соло. Самые успешные треки этого альбома: «Spaceman», «Nova», «Starless» и «Centrifuga».
В 2004 году Фидель Фогароли присоединился к группе в качестве клавишника, появившись на альбоме «Il suicidio del samurai». В 2006 году Фидель покинул Verdena, и группа вернулась к своему первоначальному составу из трех частей. Сингл «Luna», первоначально выпущенный на «Il suicidio dei Samurai», был одним из самых заметных успехов группы.
Их следующая пластинка, «Requiem», была выпущена 16 марта 2007 года. Этот альбом показывает стоунер-рок и психоделические влияния.
В 2008 году Verdena открыла несколько концертов для MGMT в рамках европейского турне американской группы.
Их последний студийный альбом, «Wow», был выпущен 18 января 2011 года. Двойной альбом состоит из 27 треков, большинство из которых исполняются на фортепиано. Синглы с этого последнего альбома включают в себя «Razzi Arpia Inferno e Fiamme», «Scegli Me (Un Mondo Che Tu Non Vuoi)» и «Miglioramento».

## Участники

### Текущий состав
- Альберто Феррари — вокал, гитара
- Лука Феррари — ударные
- Роберта Саммарелли — бас

### Бывшие участники
- Фидель Фигароли — клавишные

## Дискография

### Альбомы
- Verdena (1999)
- Solo un Grande Sasso (2001)
- Il Suicidio dei Samurai (2004)
- Requiem (2007)
- Wow (2011)
- Endkadenz Vol. 1 (2015)
- Endkadenz Vol. 2 (2015)

### Демо-альбомы
- Verdena (demotape) (1997)

### EPs
- Valvonauta (1999)
- Viba (2000)
- Spaceman (2001)
- Miami Safari (2002)
- Luna (2004)
- Elefante (2004)
- Caños (2007)
- Radar (Ejabbabbaje) (2011)

### Видеоклипы и синглы
- Valvonauta (1999)
- Viba (2000)
- Spaceman (2001)
- Nel Mio Letto (2001)
- Miami Safari (2002)
- Luna (2004)
- Elefante (2004)
- Perfect Day (2004)
- Phantastica (2004)
- Muori Delay (2007)
- Caños (2007)
- Angie (2007)
- Isacco Nucleare (2008)
- Razzi, Arpia, Inferno e Fiamme (2010)
- Scegli Me (Un mondo che tu non vuoi) (2011)
- Miglioramento (2011)
- Un Po' Esageri (2015)
- Contro La Ragione (2015)
- Nevischio (2015)
- Colle Immane (2015)
- Identikit (2015)